# Format 120

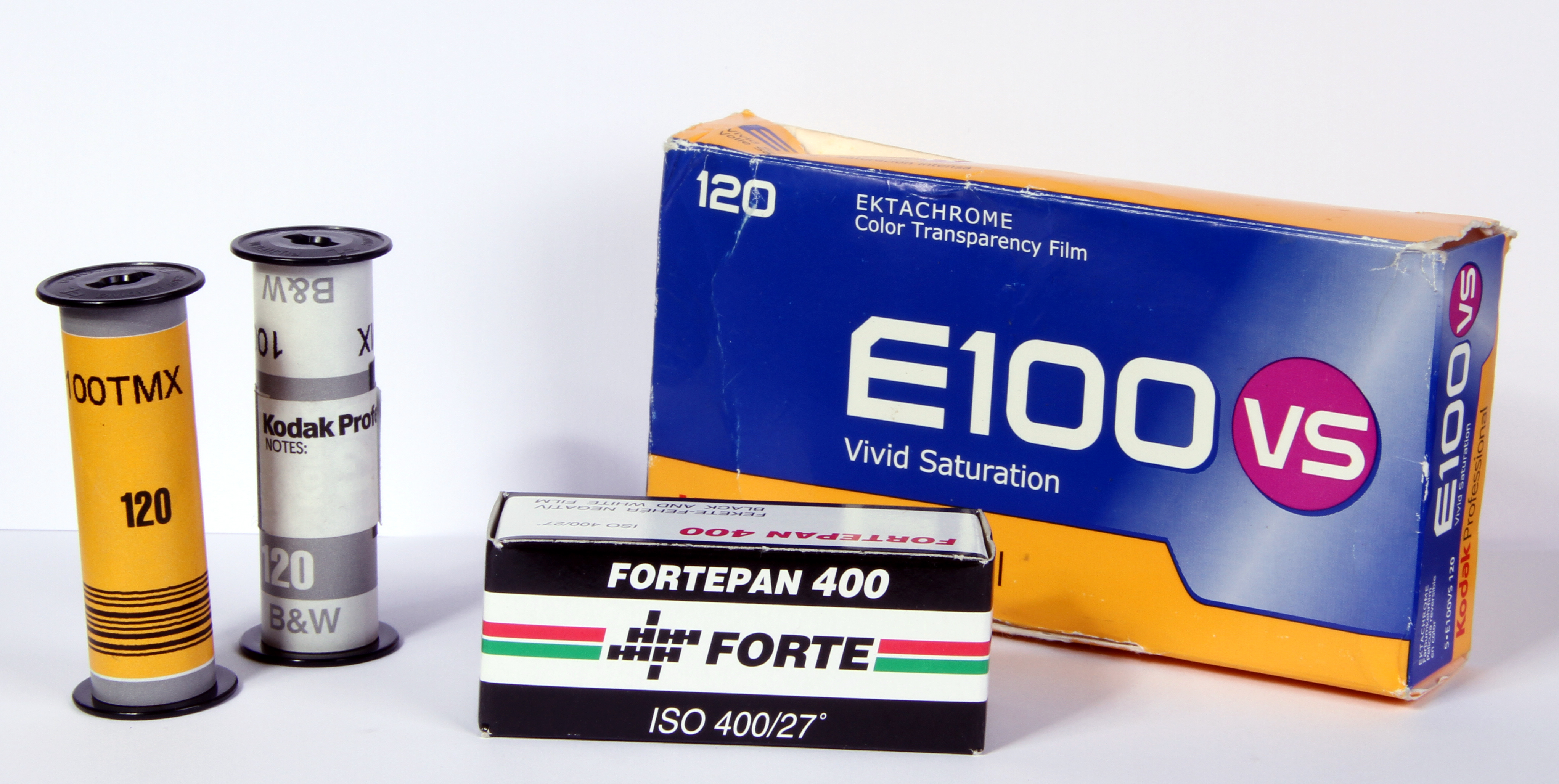
Diverses menes de films 120 : Kodak Tmax ISO 100 nova (en groc), exposada (en blanc), una caixa de cinc Ektachrome i un film negre i blanc Fortepan.

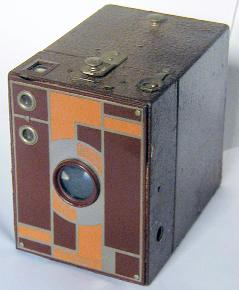
Una Brownie, exemple de boxcamera que utilitza el format 120

El format 120 és un format de pel·lícula fotogràfica llançat per Kodak l'any 1901 per a la Brownie no 2. També rep el nom de « Brownie film » (ブローニーフィルム; Burōnī firumu) al Japó.

## Descripció
Es tracta d'un film rodat cobert amb una tira de paper protector a la part posterior. El seu ample és de 64 mm . Originalment va permetre vuit fotos de 6 × 9 cm. El paper de protecció té el nombre de visualitzacions que es llegeixen a través d'una finestra vermella a la part posterior de la càmera. Des de llavors, el paper ha evolucionat i té números addicionals de 6 × 6 cm (12 fotos) i 6 × 4.5 cm (16 fotos). Existeixen altres formats, com el 6 × 7. Els dispositius tenen un sistema de recompte intern. Actualment, només alguns aparells de gamma baixa utilitzen la finestra vermella, que s'ha de cobrir quan s'utilitza pel·lícula Pancromàtica

## Utilització
Per carregar una pel·lícula 120, s'esquinça el segell de paper, es desenrotlla el paper enganxant-lo en la bobina buida a l'altre costat de la càmera, es fa avançar fent girar un botó, el carret buit s'omple amb la pel·lícula exposada coberta de paper fins al final de la pel·lícula, on es pot retirar el carret ple per a ser revelat. A diferència del cartutx de 35 mm, no cal rebobinar. El carret buit deixat per la pel·lícula es canvia de costat i el cicle es pot reiniciar amb un nou carret.
Actualment, els carrets 120 els utilitzen fotògrafs per al format mitjà. Pot adaptar-se a professionals que utilitzen aparells molt alts de gamma (Hasselblad, Rolleiflex, etc.) i els aficionats utilitzant per al plaer dels aparells antics necessitant aquest format.aficionats que utilitzen el plaer dels dispositius antics que requereixen aquest format.

## Aparells utilitzant el 120

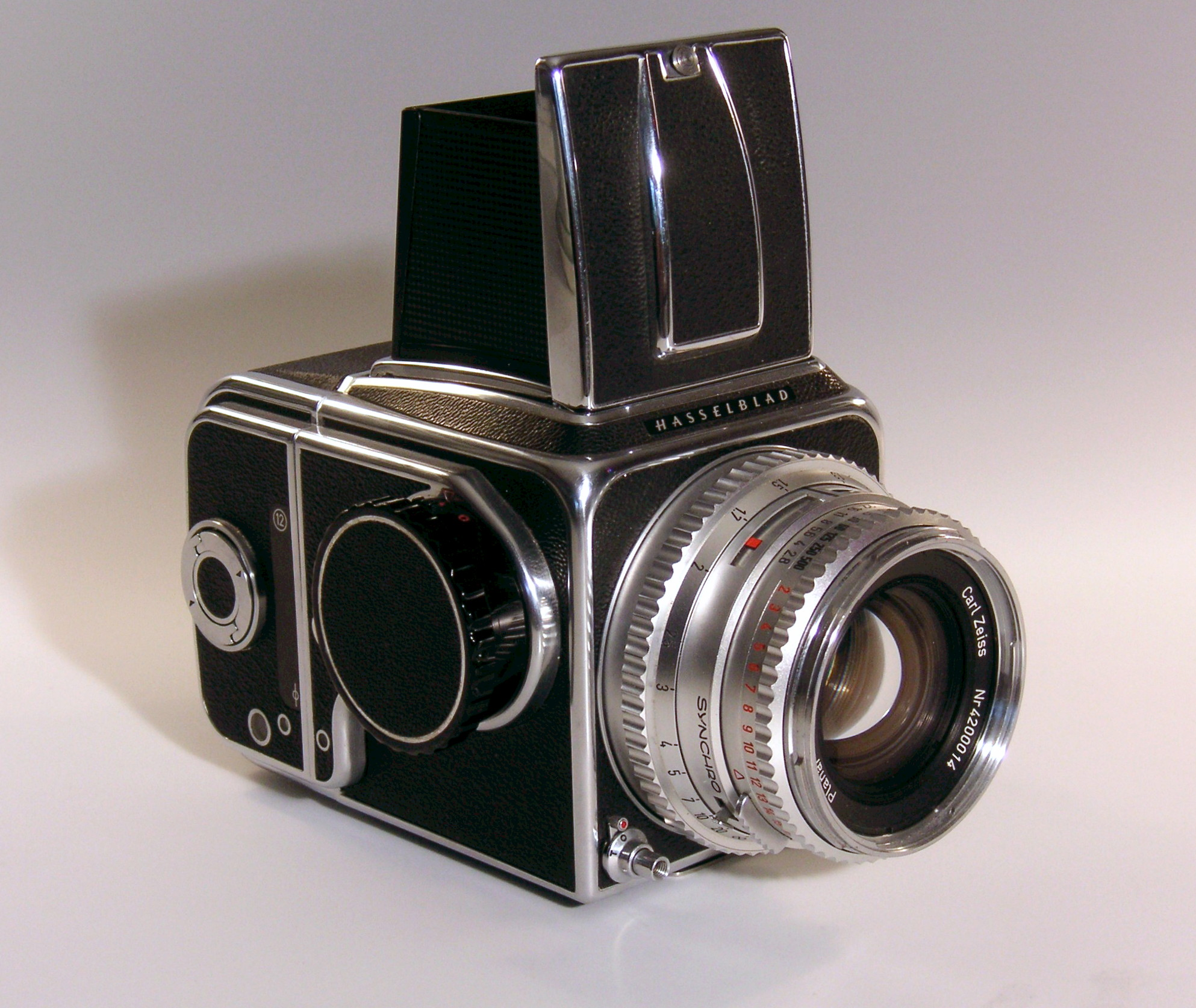
Hasselblad 500C, aparell alt de gamma al format 6 × 6.

La pel·lícula de 120 va ser creada per a Brownie, número 2 de Kodak, i és el format de pel·lícula més antic encara a la venda, si s'exceptua els films-plans. Durant molt de temps, la pel·lícula era "estàndard" abans de ser destronada per la més compacta de 35 mm de la dècada de 1960. Els aparells que la utilitzaven eren primer simples caixes rectangulars, sovint de cartró, amb un objectiu molt bàsic o els plegables, amb una manxa plegable per guanyar per guanyar compacitat. Posteriorment, es va inventar el TLR, que popularitzà el format 6×6 amb la figura descollant de la Rolleiflex que va acceptar el format 120 a partir de 1932 i la seva contrapart soviètica la Lubitel, que el 1949 permetia que molts joves tinguessin un dispositiu de qualitat raonable a un preu baix.
Actualment, hi ha aparells format 120 de tots tipus: dels reflex SLR, sigui reprenent l'estil d'una reflex 35 mm. (Pentax 6×7), o amb la forma d'un sistema modular articulat al voltant d'un «cub» sobre el qual s'adjunta un objectiu, un pack posterior, un visor i un eventual motor d'avanç, la més coneguda és la Hasselblad. Es troba també en compactes com les Holga o en les télémétriques (Mamiya 6 i 7).

## Disponibilitat
Aquest format encara està disponible de la majoria de fabricants de pel·lícula fotogràfica, ja sigui Kodak, Ilford, Fujifilm o d'altres petits fabricants.